# Вижнянка
Вижнянка (пол. Wyżnianka) — село в Польщі, у гміні Дзешковиці Красницького повіту Люблінського воєводства.
Населення — 200 осіб (2011).

## Демографія
Демографічна структура станом на 31 березня 2011 року:
|          | Загалом | Допрацездатний вік | Працездатний вік | Постпрацездатний вік |
| -------- | ------- | ------------------ | ---------------- | -------------------- |
| Чоловіки | 97      | 18                 | 67               | 12                   |
| Жінки    | 103     | 20                 | 59               | 24                   |
| Разом    | 200     | 38                 | 126              | 36                   |